# Дионисий Мандукас
Дионисий Мандукас (на гръцки: Διονύσιος Μαντούκας, Дионисиос Мандукас) е гръцки духовник, костурски митрополит от 1694 до 1719 година.

## Биография
Мандукас е роден в 1648 година в процъфтяващия влашки град Москополе. Учи в Италия. Знае отлично старогръцки и латински. Занимава се с философия и теология. Преподава гръцка философия във Великата народна школа в Цариград. Дарява 60 000 аспри на Академията в Москополе. Запазени са негови писма за назначаване на учители в Костур. Споменат е в надписа на „Свети Николай Каривски“ от 1712 година.
Умира в 1741 година.